# کوچر
کوچر، روستایی از توابع بخش الوت شهرستان بانه در استان کردستان ایران است.

## جمعیت
این روستا در دهستان پشت آربابا قرار دارد و براساس سرشماری مرکز آمار ایران در سال ۱۳۸۵، جمعیت آن ۱۷۷ نفر (۳۷خانوار) بوده‌است.